# Пупин (ТВ серија)
Пупин је  надолазећа српска телевизијска серија у режији Данила Бећковића.
Током 2025. године ће се премијерно приказивати на РТС 1.

## Радња
Серија је посвећена животу и делу једног од најзначајнијих светских и српских научника, родољуба и добротвора Михајла Пупина.
Серија прати живот и дело Михајла Пупина, од његовог родног Идвора, преко школовања у Панчеву и Прагу, емиграције у Њујорк, образовања на Универзитету Колумбија, до његових изума без којих не би било данашњих телекомуникација и савременог начина живота.
Посебан нагласак у серији стављен је на велику и сталну Пупинову борбу за слободу и напредак српског народа, као и на његову огромну организациону и финансијску помоћ Краљевини Србији током Првог светског рата, као и касније, када је основано Краљевство СХС. Серија се и завршава највећим тријумфом и животним делом Михајла Пупина – ослобођењем Србије, свих простора на којима је живео наш народ и припајањем Баната и делова Војводине Србији.
У серији су представљене бројне знамените личности XIX и XX века, од српских великана попут Светозара Милетића, Уроша Предића, Николе Пашића и владике Николаја Велимировића, преко научника као што су Никола Тесла, Гуљелмо Маркони и Бењамин Томпсон, до утицајних фигура попут Џона Рокфелера и америчког председника Вудроа Вилсона (који је био лични пријатељ Михајла Пупина).,, ,

## Улоге
| Глумац             | Улога            |
| ------------------ | ---------------- |
| Драган Мићановић   | Mихајло Пупин    |
| Дубравка Ковјанић  | Олимпијада Пупин |
| Сергеј Трифуновић  |                  |
| Катарина Жутић     |                  |
| Љубомир Бандовић   |                  |
| Сем Бел            |                  |
| Слободан Ћустић    |                  |
| Андрија Милошевић  |                  |
| Радивоје Буквић    |                  |
| Јован Јовановић    |                  |
| Теодора Драгичевић |                  |
| Славиша Чуровић    |                  |
| Милош Самолов      |                  |
| Ника Розман        |                  |
| Дру Линсон         |                  |
| Антонио Скарпа     |                  |
| Џек Димић          |                  |
| Стефан Поповић     |                  |
| Реља Штиглиц       |                  |
| Александар Стојић  |                  |
| Јован Симеуновић   |                  |
| Бранко Томовић     |                  |
| Иван Киринчић      |                  |
| Владимир Тешовић   |                  |
| Милица Врзић       |                  |
| Стефан Вуковић     |                  |
| Урош Здјелар       |                  |
| Никола Јонић       |                  |
| Сара Цизељ         |                  |
| Џеф Рикетс         |                  |
| Инес Вурт          |                  |
| Макс Михлхоф       |                  |
| Мациеј Саламон     |                  |
| Алекс Хенри        |                  |